# セントルシアの軍事
セントルシアの軍事（セントルシアのぐんじ）では、セントルシアの軍事組織について述べる。

## 概要
正規軍は無く、代わりに王立セントルシア警察隊（おうりつセントルシアけいさつたい）が存在し、この中に沿岸警備隊と特殊部隊が含まれている。
軍事力を保有していないため集団安全保障体制を確立する必要性から、地域安全保障システムに設立当初から加盟している。